# 라틴 아메리카 개발 은행
라틴아메리카 카리브 개발 은행(CAF – Development Bank of Latin America and the Caribbean, 이전 이름: 안데스 개발 공사, Corporación Andina de Fomento)은 카라카스에 본부를 둔 개발 은행이다. 이 은행의 임무는 공공 및 민간 부문 프로젝트 자금 지원, 기술 협력 제공 및 기타 전문 서비스를 통해 라틴아메리카와 카리브 제도의 지속 가능한 발전과 지역 통합을 촉진하는 것이다.
1968년 2월 7일에 설립되어 1970년 6월에 운영을 시작했다. 현재 라틴아메리카, 카리브 제도, 유럽의 23개 국가와 13개 민간 은행으로 구성되어 있으며, 역내 다자간 자금 조달의 주요 원천이자 중요한 지식 생성 기관 중 하나이다.
CAF는 주주 국가의 지속 가능한 발전과 지역 통합을 지원하는 것을 사명으로 하는 다자간 금융 기관이다. 주주 국가 정부, 금융 기관, 공공 및 민간 기업으로 구성된 광범위한 고객 포트폴리오에 다양한 금융 상품과 서비스를 제공하며 공공 및 민간 부문에 봉사한다.
주요 활동은 금융 중개자 역할, 선진국 자원 역내 유입, 생산 인프라 개발 자금 지원, 전반적인 개발 촉진, 무역 및 투자 촉진, 비즈니스 부문 지원 등을 포함한다.
CAF는 카라카스에 본사를 두고 있으며 아순시온, 보고타, 브라질리아, 부에노스아이레스, 라파스, 리마, 마드리드, 멕시코시티, 몬테비데오, 파나마시티, 포트오브스페인, 키토, 산살바도르, 산티아고, 산토도밍고, 상파울루에 사무소를 두고 있다.

## 역사
CAF 설립으로 이어질 이니셔티브는 1966년 보고타 선언에 콜롬비아, 칠레, 베네수엘라 대통령과 에콰도르, 페루 국가원수 대표들이 서명한 후 구체화되기 시작했다. 이 선언은 안데스 국가들과 칠레를 위한 즉각적인 행동 프로그램을 승인했으며, 참여국 간의 무역, 산업, 금융, 기술 협력 서비스 분야에서 경제 통합 및 정책 조정을 위한 조치를 명시했다. 이러한 필요에 따라 공동 위원회가 임명되어 이 기능을 감독하고, 개발 공사 설립을 제안하여 최종적으로 안데스 개발 공사(CAF)가 설립되었다.
1967년, 공동 위원회는 CAF의 토대를 명확히 그렸다. 1968년 2월 7일, 회원국 정부들은 보고타의 산 카를로스 궁전에서 창립 협정에 서명하여, 이 기관을 다중 은행이자 개발 및 안데스 통합 촉진 기관으로 구상했다. 2년 후인 1970년 6월 8일, CAF는 베네수엘라 카라카스에 본부를 설립하고 공식적으로 운영을 시작했다.
CAF 창립 협정 1년 후인 1969년 5월에 승인된 카르타헤나 협정은 안데스 하위 지역 그룹의 정치적 틀을 확립하고 유사한 특성을 가진 국가들 간의 경제, 사회 및 상업 개발의 공동 모델 채택을 제안했다. 이는 당시 지역 통합 계획(LAFTA)에서 일반적으로 가장 큰 국가들에게만 주어졌던 혜택을 얻으려는 국가들이었다. 이를 위해 산업, 에너지, 농업 개발을 위한 공동 전략 채택, 연구 및 기술 이전, 자본 투자, 물리적 인프라 건설 및 인신매매 등과 관련된 도구들을 포함했다.
볼리비아와 에콰도르는 1971년에 CAF로부터 쌀 저장 네트워크 설치(130만 달러) 및 열대 참치 포획 및 냉동을 위한 어업 단지 건설(50만 달러) 관련 프로젝트 실행을 위한 대출을 처음으로 받은 두 국가였다. 그러나 조직의 통합주의적 사명을 구체화한 첫 대출은 1년 후에 이루어졌으며, 베네수엘라 프로젝트(300만 달러)에 부여되었다. 이 프로젝트의 목적은 술리아 주 엘 리몬 강 위에 다리를 건설하여 콜롬비아와의 도로 연결을 용이하게 하는 것이었다.
1990년대 초반 라틴아메리카 및 카리브 제도 내 다른 파트너들에게 주식 자본을 개방하기로 한 결정은 CAF의 통합주의적 사명과 당시 안데스 국경을 넘어선 운영 기반 확장을 가능하게 한 중요한 발전이었다.
포르투갈은 은행에 편입된 18번째 주주 국가였다. 기관의 보통 자본에 1,500만 유로, 보증 자본에 6,000만 유로를 구독하는 것을 통해 해당 국가의 편입이 공식화된 것은 에스토릴에서 열린 제19차 이베로-아메리카 국가 원수 및 정부 정상 회담의 틀 내에서 이루어졌다. 바베이도스는 은행에 편입된 19번째 주주 국가였다.
현재 안데스 공동체 4개국 외에 아르헨티나, 바하마, 볼리비아, 브라질, 칠레, 콜롬비아, 코스타리카, 에콰도르, 스페인, 자메이카, 멕시코, 파나마, 파라과이, 페루, 포르투갈, 도미니카 공화국, 트리니다드 토바고, 우루과이, 베네수엘라 및 역내 13개 민간 은행이 주주로 참여하고 있다. 2022년 3월 8일, 엘살바도르가 20번째 파트너이자 최초의 정회원으로 가입했다. 온두라스는 2022년 7월 18일 공식적으로 회원국이 되어 21번째 파트너가 되었다. 바하마는 2024년 11월에 주주가 되었고, 앤티가 바부다는 2025년 5월 2일 "시리즈 C 주주"로 가입하여 은행의 최신 회원국이 되었다.

## 15개 정회원국

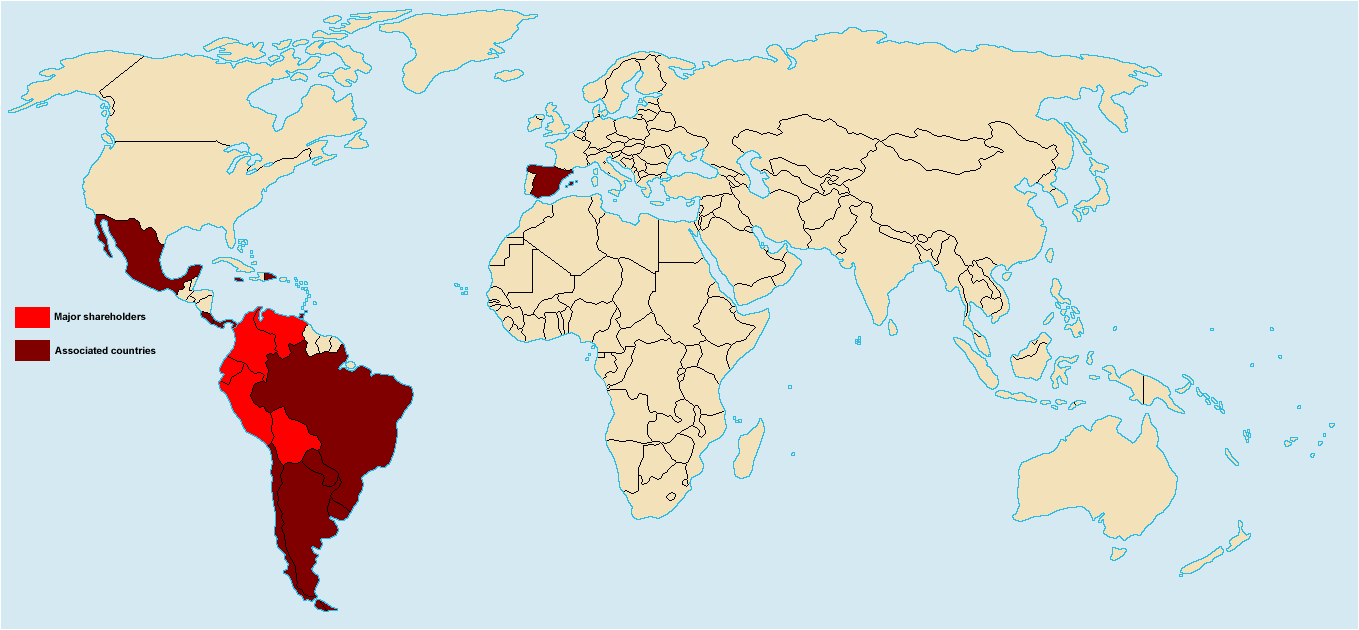
안데스 개발 공사
준회원
주요 주주

- 아르헨티나
- 바하마
- 볼리비아
- 브라질
- 칠레
- 콜롬비아
- 도미니카 공화국
- 에콰도르
- 엘살바도르
- 온두라스
- 파나마
- 파라과이
- 페루
- 트리니다드 토바고
- 우루과이
- 베네수엘라

## 6개 회원국, 주주 범주 "C"
- 앤티가 바부다
- 바베이도스
- 코스타리카
- 자메이카
- 멕시코
- 포르투갈
- 스페인

## 같이 보기
- 남부 은행
- 카리브 개발 은행